# BV Cloppenburg
De Ballspielverein Cloppenburg e.V. von 1919, ofwel BV Cloppenburg was een Duitse voetbalvereniging uit de stad Cloppenburg in de deelstaat Neder-Saksen.

## Geschiedenis
De club werd op 23 maart 1919 opgericht als opvolger van SV 1911 Cloppenburg, dat tijdens de Eerste Wereldoorlog ontbonden werd. In 2009 degradeerde de club uit de Regionalliga West naar de Oberliga Niedersachsen West, de vijfde klasse. In 2012 promoveerde de club door een competitie-uitbreiding. In 2016 degradeerde de club en in 2019 nog eens. Op 1 november 2020 werd de club uit de competitie genomen. Het team was al drie keer niet opgekomen en kampt met grote financiële problemen (schuld rond € 750.000) die nog stamt uit het Regionalliga tijdperk.

## Stadion
BV Cloppenburg speelt zijn thuiswedstrijden in de Arena Oldenburger Münsterland aan de Friesoyther Straße in Cloppenburg. Dit stadion biedt een capaciteit van 5.001 plaatsen (waarvan 1.080 zitplaatsen).

## Eindklasseringen vanaf 1964
| Seizoen | Competitie                         | Niveau | Eindstand | DFB Pokal | Opmerking                                                    |
| ------- | ---------------------------------- | ------ | --------- | --------- | ------------------------------------------------------------ |
| 1963/64 | 2. Amateurliga Niedersachsen-2     | V      | 2         | --        |                                                              |
| 1964/65 | Verbandsliga Niedersachsen-West    | IV     | 3         | --        |                                                              |
| 1965/66 | Verbandsliga Niedersachsen-West    | IV     | 7         | --        |                                                              |
| 1966/67 | Verbandsliga Niedersachsen-West    | IV     | 9         | --        |                                                              |
| 1967/68 | Verbandsliga Niedersachsen-West    | IV     | 6         | --        |                                                              |
| 1968/69 | Verbandsliga Niedersachsen-West    | IV     | 6         | --        |                                                              |
| 1969/70 | Verbandsliga Niedersachsen-West    | IV     | 14        | --        |                                                              |
| 1970/71 | Verbandsliga Niedersachsen-West    | IV     | 15        | --        |                                                              |
| 1971/72 | Bezirksliga-2                      | V      | 6         | --        |                                                              |
| 1972/73 | Bezirksliga-2                      | V      | 2         | --        |                                                              |
| 1973/74 | Bezirksliga-2                      | V      | 1         | --        |                                                              |
| 1974/75 | Verbandsliga Niedersachsen-West    | V      | 2         | --        | 2e in promotieserie; promotie play-off > 1. FC Wunstorf, 3-0 |
| 1975/76 | Landesliga Niedersachsen           | IV     | 6         | --        |                                                              |
| 1976/77 | Landesliga Niedersachsen           | IV     | 13        | --        |                                                              |
| 1977/78 | Landesliga Niedersachsen           | IV     | 15        | --        |                                                              |
| 1978/79 | Verbandsliga Niedersachsen-West    | V      | 5         | --        |                                                              |
| 1979/80 | Landesliga West                    | V      | 9         | --        |                                                              |
| 1980/81 | Landesliga West                    | V      | 13        | --        |                                                              |
| 1981/82 | Landesliga West                    | V      | 7         | --        |                                                              |
| 1982/83 | Landesliga West                    | V      | 13        | --        |                                                              |
| 1983/84 | Landesliga West                    | V      | 4         | --        |                                                              |
| 1984/85 | Landesliga West                    | V      | 4         | --        |                                                              |
| 1985/86 | Landesliga West                    | V      | 8         | --        |                                                              |
| 1986/87 | Landesliga West                    | V      | 6         | --        |                                                              |
| 1987/88 | Landesliga West                    | V      | 10        | --        |                                                              |
| 1988/89 | Landesliga West                    | V      | 11        | --        |                                                              |
| 1989/90 | Landesliga West                    | V      | 8         | --        |                                                              |
| 1990/91 | Landesliga West                    | V      | 14        | --        |                                                              |
| 1991/92 | Landesliga West                    | V      | 1         | --        |                                                              |
| 1992/93 | Verbandsliga Niedersachsen         | IV     | 1         | --        | 2e in promotieserie                                          |
| 1993/94 | Verbandsliga Niedersachsen         | IV     | 5         | --        |                                                              |
| 1994/95 | Oberliga Nord Niedersachsen/Bremen | IV     | 1         | --        |                                                              |
| 1995/96 | Regionalliga Nord                  | III    | 17        | --        |                                                              |
| 1996/97 | Oberliga Nord Niedersachsen/Bremen | IV     | 7         | --        |                                                              |
| 1997/98 | Oberliga Nord Niedersachsen/Bremen | IV     | 2         | --        | promotie play-off > TuS Hoisdorf, 0-0/6-0                    |
| 1998/99 | Regionalliga Nord                  | III    | 10        | --        |                                                              |
| 1999/00 | Regionalliga Nord                  | III    | 7         | --        | niet gekwalificeerd voor tweeklassige Regionalliga           |
| 2000/01 | Oberliga Niedersachsen/Bremen      | IV     | 4         | --        |                                                              |
| 2001/02 | Oberliga Niedersachsen/Bremen      | IV     | 10        | --        |                                                              |
| 2002/03 | Oberliga Niedersachsen/Bremen      | IV     | 5         | --        |                                                              |
| 2003/04 | Oberliga Niedersachsen/Bremen      | IV     | 4         | --        | Gekwalificeerd voor de eenklassige Oberliga Nord             |
| 2004/05 | Oberliga Nord                      | IV     | 6         | --        |                                                              |
| 2005/06 | Oberliga Nord                      | IV     | 2         | --        | Winnaar Niedersachsenpokal > VfL Osnabrück, 0-0 (6-4 n.s.)   |
| 2006/07 | Oberliga Nord                      | IV     | 2         | 1e ronde  | < 1. FC Nürnberg, 0-1                                        |
| 2007/08 | Oberliga Nord                      | IV     | 5         | --        |                                                              |
| 2008/09 | Regionalliga Nord                  | IV     | 17        | --        |                                                              |
| 2009/10 | Oberliga Niedersachsen-West        | V      | 4         | --        | gekwalificeerd voor eenklassige Oberliga                     |
| 2010/11 | Oberliga Niedersachsen             | V      | 2         | --        |                                                              |
| 2011/12 | Oberliga Niedersachsen             | V      | 2         | --        |                                                              |
| 2012/13 | Regionalliga Nord                  | IV     | 12        | --        | Rogier Krohne topscorer van de liga met 24 goals             |
| 2013/14 | Regionalliga Nord                  | IV     | 12        | --        |                                                              |
| 2014/15 | Regionalliga Nord                  | IV     | 16        | --        |                                                              |
| 2015/16 | Regionalliga Nord                  | IV     | 17        | --        |                                                              |
| 2016/17 | Oberliga Niedersachsen             | V      | 10        | --        |                                                              |
| 2017/18 | Oberliga Niedersachsen             | V      | 11        | --        |                                                              |
| 2018/19 | Oberliga Niedersachsen             | V      | 16        | --        |                                                              |
| 2019/20 | Landesliga Weser/Ems               | VI     | 11        | --        | competitie afgebroken i.v.m. coronapandemie                  |
| 2020/21 | Landesliga Weser/Ems               | VI     | 21        | --        | Op 1-11-2020 uit de competitie gehaald vanwege faillissement |

## Trainer-coaches
| Van        | Tot        | Naam               | D | W | G | V |
| ---------- | ---------- | ------------------ | - | - | - | - |
| 01.07.2009 | 30.06.2015 | Jörg-Uwe Klütz     |   |   |   |   |
| 01.07.2008 | 30.06.2009 | Frank Schulz       |   |   |   |   |
| 01.01.2006 | 25.02.2008 | Jörg Goslar        |   |   |   |   |
| 01.07.2005 | 30.06.2006 | Tom Saintfiet      |   |   |   |   |
| 01.07.2001 | 30.09.2001 | Werner Biskup      |   |   |   |   |
| 01.10.1999 | 30.06.2005 | Hubert Hüring      |   |   |   |   |
| 01.07.1995 | 30.06.1999 | Wolfgang Steinbach |   |   |   |   |

## Bekende (oud-)spelers
- Diederik Bangma
- Aladji Barrie
- Maarten Schops
- Stevan Stojanović

### Vrouwen
- Jamie Altelaar